# Yang Zhu
Yang Zhu (杨朱, Yáng Zhū), conosciuto anche come Yangzi (Maestro Yang) (440 a.C. circa – 360 a.C. circa) è stato un filosofo cinese, attivo durante il periodo degli stati combattenti.
Considerate come alternativa etica all'egoismo rispetto al pensiero mohista e confuciano, le idee sopravvissute di Yang Zhu appaiono principalmente nei testi cinesi Huainanzi, Lüshi Chunqiu, Mengzi e, possibilmente, Liezi e Zhuangzi. Fondò la scuola filosofica dello "yangismo".
Le idee filosofiche attribuite a Yang Zhu, come presentate nel Liezi, contrastano con la predominante influenza taoista del resto dell'opera. Di particolare rilievo è il suo riconoscimento dell'autoconservazione (weiwo 為我), che lo ha portato ad essere accreditato come "lo scopritore del corpo".
In confronto ad altri giganti della filosofia cinese, Yang Zhu è caduto in una relativa oscurità, ma la sua influenza ai suoi tempi fu così diffusa che Mencio descrisse le sue filosofie insieme alle idee antitetiche di Mozi come "inondazioni e animali selvaggi che devastano la terra".